# Карара Сан Ђорђо (Падова)
Карара Сан Ђорђо је насеље у Италији у округу Падова, региону Венето.
Према процени из 2011. у насељу је живело 8101 становника. Насеље се налази на надморској висини од 8 м.